# Prix de la structure environnementale de l'année
La structure environnementale de l’année (finnois : Vuoden ympäristörakenne) est un concours organisé par l'association des jardins finlandais et l’industrie des produits de construction, RTT.
La récompense est décernée depuis 1991.

## Lauréats 1991–1999
| Année | Lieu     | Nom                              | Image | Réf.   |
| ----- | -------- | -------------------------------- | ----- | ------ |
| 1991  | Tampere  | Centre polyvalent d'Hervanta     |       | [ 1 ]  |
| 1992  | Espoo    | Collège technique d'Espoo-Vantaa |       | ,      |
| 1993  | Helsinki | McDonalds de Pukinmäki           |       | [ 1 ]  |
| 1994  | Kotka    | Parc aquatique de Sapokka        |       | ,      |
| 1995  | Helsinki | Canal de Ruoholahti              |       | ,      |
| 1996  | Kerava   | Zone piétonne de Kerava          |       | [ 1 ]  |
| 1997  | Ylöjärvi | Quartier de Pihatanhua           |       | [ 1 ]  |
| 1998  | Helsinki | Jardin japonais de Roihuvuori    |       | [ 9 ]  |
| 1999  | Espoo    | Siège d'Outokumpu                |       | [ 10 ] |

## Lauréats 2000–2009
| Année | Lieu        | Nom                                    | Image | Réf.   |
| ----- | ----------- | -------------------------------------- | ----- | ------ |
| 2000  | Helsinki    | Parc de Paasivuori                     |       | ,      |
| 2001  | Kotka       | Lehmusbulevardi                        |       | [ 1 ]  |
| 2002  | Oulu        | Parc de Kiikeli                        |       | ,      |
| 2003  | Mikkeli     | Statue de Mannerheim et son entourage. |       | ,      |
| 2004  | Lahti       | Cours d'Hartwall                       |       | ,      |
| 2005  | Oulu        | Lasaretinsaari                         |       | [ 19 ] |
| 2006  | Helsinki    | Plan d'Aurinkolahti                    |       | ,      |
| 2007  | Hämeenlinna | Entourage de l'Église d'Hämeenlinna    |       | ,      |
| 2008  | Helsinki    | Parc au trésor                         |       | [ 25 ] |
| 2009  | Kerava      | Place de Viertola                      |       | ,      |

## Lauréats 2010–2019
| Année | Lieu     | Nom                                                    | Image | Réf.   |
| ----- | -------- | ------------------------------------------------------ | ----- | ------ |
| 2010  | Helsinki | Canal d'Uutela                                         |       | [ 28 ] |
| 2011  | Helsinki | nouvelle zone de parcs d'Eiranranta                    |       | ,      |
| 2012  | Kotka    | Parc maritime de Katariina                             |       | ,      |
| 2013  | Espoo    | Cours de l'école de Saunalahti                         |       | ,      |
| 2014  | Hyvinkää | Lounatuulenpuisto                                      |       | ,      |
| 2015  | Kotka    | Jokipuisto                                             |       | [ 36 ] |
| 2016  | Helsinki | Cour du silence                                        |       | [ 37 ] |
| 2017  | Vantaa   | Parc de la bibliothèque de Tikkurila et Tikkurilantori |       | ,      |
| 2018  | Tampere  | Vuolteentori                                           |       | [ 40 ] |
| 2019  | Helsinki | Bryga                                                  |       | [ 41 ] |

## Lauréats 2020–2029
| Année | Lieu     | Nom               | Image | Réf.   |
| ----- | -------- | ----------------- | ----- | ------ |
| 2020  | Helsinki | Hyväntoivonpuisto |       | [ 42 ] |
| 2021  | Tampere  |                   |       |        |